# 杉尾拓郎
杉尾 拓郎（すぎお たくろう、1986年10月3日 - ）は、熊本県熊本市出身のプロ野球選手（投手・内野手）、野球指導者。左投左打。

## 経歴

### プロ入り前
高校卒業後に九州共立大学に進学、野球部に所属したものの野手から投手に転向しようと思い、自主練習を積むために退部した。大学に在籍しながら自主練習を積み、卒業後には四国・九州アイランドリーグ（現・四国アイランドリーグplus）の香川オリーブガイナーズに入団した。

### 四国・九州アイランドリーグ時代
2009年から2010年前期まで香川オリーブガイナーズでプレーしていたが、2010年前期終了後の7月3日、戦力外通告を受け、退団。退団後、単身台湾に渡り、台湾球団の入団テストを受けたが「若すぎる」という理由で不採用となる。熊本に帰郷して働きながら海外渡航のための資金を蓄えた。熊本時代の2013年に結婚している。また、この間に重光産業の軟式野球チーム・味千拉麺野球部に約2年半所属していた。

### オーストリア球界時代（第1次）
2014年は、オーストリアの野球リーグであるオーストリアン・ベースボール・リーグ2部のハード・ブルズに選手兼任監督として入団した。10試合(67 2/3イニング)に登板し、7勝3敗、防御率1.46、62奪三振、16四球の好成績をマークした。

### ドイツ球界時代
2015年は、ドイツ・ブンデスリーガのケルン・カージナルスでプレーした。シーズン終了後に退団。翌年はオランダでのプレーを考えていたがイスラム国の影響で断念。

### BASEBALL FIRST LEAGUE時代
2016年9月23日、BASEBALL FIRST LEAGUEの兵庫ブルーサンダーズへの入団が発表された。06BULLSとの年間チャンピオンシップでは第2戦と第4戦に先発し、年間優勝を決めた第4戦は勝利投手となった。兵庫は原則無給のため、杉尾は妻子を熊本に残して単身赴任し、妻はヤクルトレディとして家計を支えていた。
2017年のシーズンをもって兵庫を退団。

### 台湾・社会人野球時代
2018年、台湾の社会人野球チームである台湾人寿（台中市成棒隊）に入団するも、結果を残せず5月10日に退団となった。

### オーストリア球界時代（第2次）
台湾人寿退団後に日本に帰国していたところ、すぐに古巣のハード・ブルズから声が掛かり入団。投手と内野手の二刀流としてプレーした。

### 日本帰国
2019年からは6年ぶりに味千拉麺野球部に復帰し、同年の西日本軟式野球大会ではリリーフ投手としてチームの優勝に貢献した。
2024年12月13日、九州アジアリーグの宮崎サンシャインズで投手コーチに就任することが発表された。発表当時は専任コーチだったが、2025年シーズン開幕前の3月1日に選手兼任となることが発表された。

## 詳細情報

### 独立リーグでの投手成績
| 年 度       | 球 団       | 登 板 | 完 投 | 勝 利 | 敗 戦 | セ 丨 ブ | 勝 率 | 打 者 | 投 球 回 | 被 安 打 | 被 本 塁 打 | 与 四 球 | 与 死 球 | 奪 三 振 | 暴 投 | ボ 丨 ク | 失 点 | 自 責 点 | 防 御 率 | W H I P |
| ----------- | ----------- | ----- | ----- | ----- | ----- | -------- | ----- | ----- | -------- | -------- | ----------- | -------- | -------- | -------- | ----- | -------- | ----- | -------- | -------- | ------- |
| 2009        | 香川        | 29    | 0     | 0     | 0     | 0        | .000  | 118   | 27.2     | 26       | 1           | 12       | 3        | 16       |       |          | 9     | 7        | 2.28     | 1.37    |
| 2010        | 香川        | 3     | 0     | 0     | 0     | 0        | .000  | 13    | 1.1      | 5        | 0           | 3        | 1        | 0        |       |          | 8     | 8        | 54.00    | 6.00    |
| 2016        | 兵庫        | 2     | 0     | 1     | 0     | 1        | 1.00  | 37    | 8.0      | 11       | 0           | 2        | 0        | 8        | 0     | 0        | 4     | 4        | 4.50     | 1.63    |
| 2017        | 兵庫        | 19    | 0     | 3     | 1     | 1        | .750  | 286   | 69.0     | 49       | 4           | 25       | 7        | 48       | 1     | 1        | 22    | 16       | 2.09     | 1.07    |
| IL通算:2年  | IL通算:2年  | 32    | 0     | 0     | 0     | 0        | .000  | 131   | 29.0     | 31       | 1           | 15       | 4        | 16       |       |          | 17    | 15       | 4.66     | 1.59    |
| BFL通算:2年 | BFL通算:2年 | 21    | 0     | 4     | 1     | 2        | .800  | 323   | 77.0     | 60       | 4           | 27       | 7        | 56       | 1     | 1        | 26    | 20       | 2.34     | 1.13    |

以上の数値は四国アイランドリーグplusリーグウェブサイト掲載の各シーズン選手成績、BASEBALL FIRST LEAGUEウェブサイト掲載の2016年度選手成績、2017年度選手成績による。

### 背番号
- 42 （2009年 - 2010年）
- 11 （2015年）
- 5 （2016年）
- 2 （2017年）
- 71（2025年 - ）